# R1 – Рурд-Ель-Багель
R1 – Рурд-Ель-Багель – газопровід в Алжирі.
В другій половині 1990-х узялись за проект інтенсифікації видобутку на нафтовому родовищі Рурд-Ель-Багель, що передбачав закачування великих обсягів газу. Частина призначеного для закачування ресурсу мала надходити із газотранспортної системи, для чого проклали трубопровід довжиною 60 км та діаметром 750 мм, що починається від газопроводу R1 (одна з ниток системи Алрар – Хассі-Р'Мель, яка транспортує продукцію численних родовищ).